# 高松市香川総合体育館

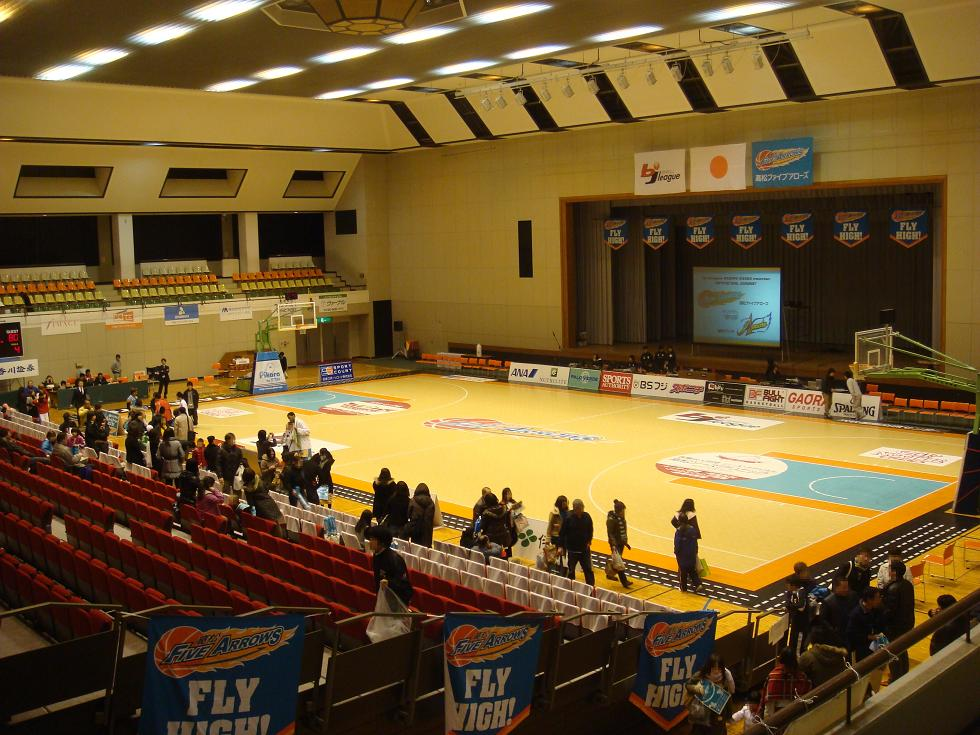
アリーナ

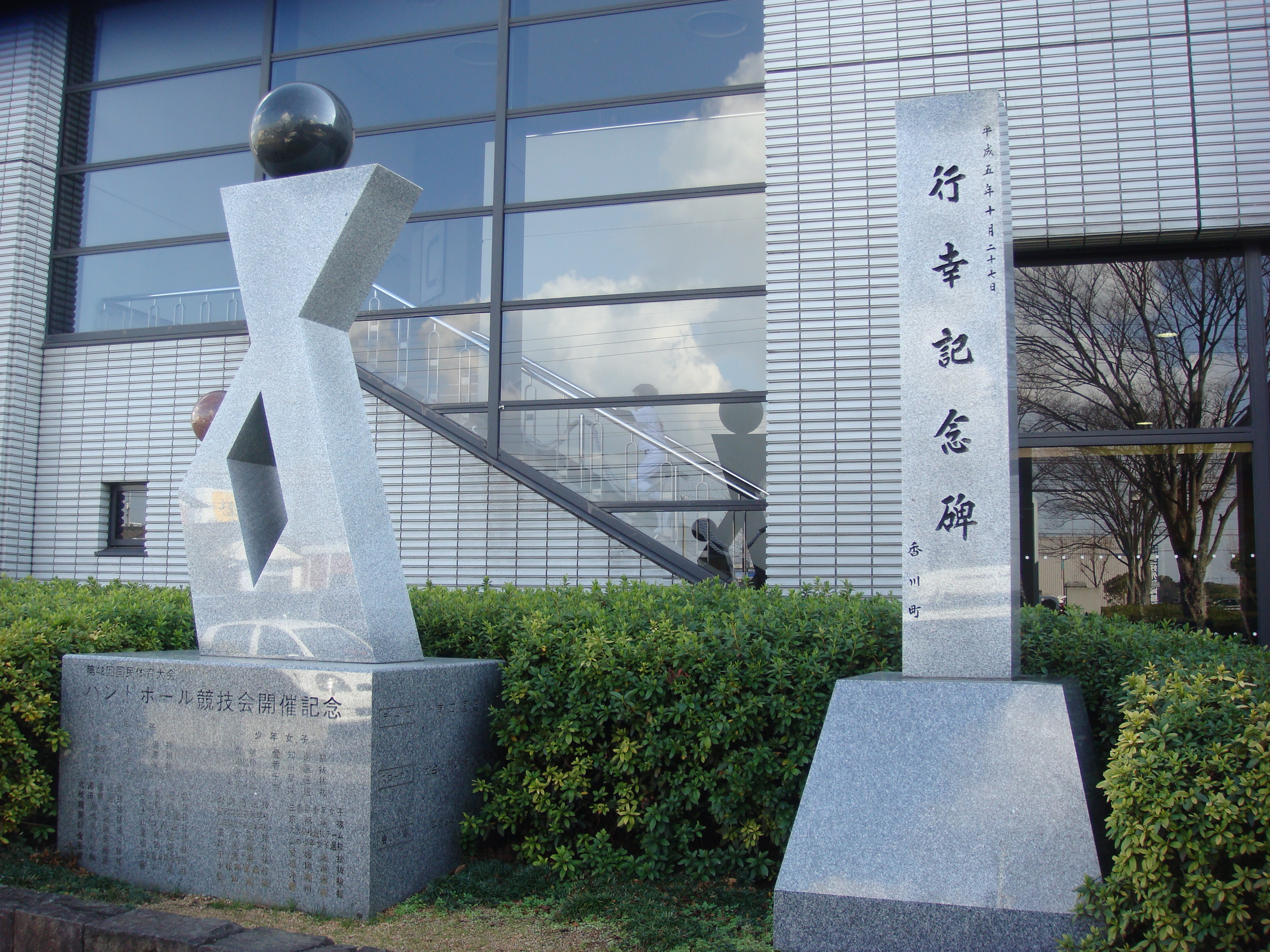
行幸記念碑と国体開催記念碑

高松市香川総合体育館（たかまつしかがわそうごうたいいくかん）は、香川県高松市にある体育館。

## 概要
1988年（昭和63年）10月8日、旧香川郡香川町により香川町総合体育館として開館。香川町が高松市と合併した後、高松市香川総合体育館と改称した。

## 施設概要
- アリーナ - ハンドボール1面，バレーボール3面,バスケットボール2面，バドミントン10面，卓球18台の使用が可能。
- サブアリーナ - バレーボール1面，バドミントン2面
- 屋外球技場 - ハンドボール1面，ゲートボール場2面
- 控室、更衣室、シャワールーム、トレーニングルーム
- 研修室 -　定員20名、3部屋
- 会議室 -　定員20名
- 駐車場 -　300台（無料）

開館時間
- 9:00-22:00

休館日
- 毎週月曜（祝日の場合はその翌平日）と12月29日から1月3日

## 開催された主な競技会・イベント
- バスケットボール
  - bjリーグ・高松（現：香川）ファイブアローズホームゲーム　2009-10シーズンより開催されている。
- バレーボール　
  - 四国Eighty 8 Queenホームゲーム
  - 地域リーグ公式戦
  - Vリーグ公式戦
- ハンドボール
  - 日本リーグ公式戦
  - 東四国国体ハンドボール競技
  - 全日本総合ハンドボール選手権大会女子（2009年12月）

## アクセス
国道193号（高松空港通り）沿いに立地しているため、自動車でのアクセスはしやすい。無料駐車場は約300台分ある。
- 高速道路高松道高松中央ICから国道11号、国道193号経由して約10km
- 高松空港から香川県道45号高松空港線、国道193号経由して約5km
- JR四国高松駅から国道11号、国道193号経由して約11km
- 最寄鉄道駅、高松琴平電気鉄道（ことでん）・空港通り駅から約3km
- JR高松駅、ことでん瓦町駅等からことでんバス日生ニュータウン線（行先No.35）に乗車、「香川総合体育館前」バス停下車すぐ、もしくは塩江線（No.51・53）で「香川第一中学校前」バス停下車7分。